# Прохоровский район
 Про́хоровский район — административно-территориальная единица (район) и муниципальное образование (муниципальный район) в Белгородской области России.
Административный центр — пгт Прохоровка, удаленный от областного центра на 56 километров.

## География
Район расположен на севере Белгородской области. Площадь территории района — 1378,7 км².

### Климат
Климат умеренно континентальный с довольно мягкой зимой со снегопадами и оттепелями и продолжительным летом. Средняя годовая температура воздуха изменяется от +5,4°C до +6,7°C. Самый холодный месяц — январь. Безморозный период составляет 155—160 дней, продолжительность солнечного времени — 1800 часов. Почва промерзает и нагревается до глубины 0,5 м. Самая высокая точка над уровнем моря — 277 м и является самой высокой точкой Белгородской области.

## История
Польский шляхтич Кирилл Григорьевич Ильинский (Илинский) из рода Корчак (Korczak) и сын его Савва выехали во время русско-польской войны 1654-56 годов из Польши в Белгород, где основали слободу Ильинскую. Потомство их было внесено в VI часть родословной книги Курской губернии. В гербе Корчак изображались три серебряные балки в червлёном щите. В гербе дворян Ильинских изображались два волнистых серебряных пояса в лазоревом поле.
В 1860-х годах, после «Великой реформы» 1861 года, Ильинская слобода была переименована в честь Александра II Освободителя в поселок Александровский, вблизи которого в 1880-х годах прошла линия Курско-Харьковско-Азовской железной дороги и была построена станция Прохоровка, названная по фамилии строившего её инженера-путейца В. И. Прохорова.
30 июля 1928 года в составе Белгородского округа Центрально-Чернозёмной области был образован Прохоровский район с центром в пристанционном посёлке Прохоровка. 13 июня 1934 года после разделения Центрально-Чернозёмной области Прохоровский район вошёл в состав Курской области. В 1937–1938 годах центр района перенесли в посёлок Александровский.
Во время войны Прохоровский район был полностью оккупирован к июлю 1942 года (Прохоровка — 16 ноября 1941). На оккупированной территории района осенью-зимой 1941 года устраивала диверсии, засады и минировала дороги разведрота 227-й стрелковой дивизии Красной Армии под командованием капитана Михаила Александровича Золотенкова.
За время оккупации было убито около 600 мирных жителей, 307 человек угнаны на работы в Германию. Немцы сожгли в средней школе Гусь-Погореловки более 600 военнопленных.
В январе 1943 года район был освобождён. Весной 1943 года, перед и во время Курской битвы, 1015 мобилизованных жителей Прохоровского района и 5-я инженерно-минная бригада РГК построили 8 передовых аэродромов для истребительной авиации 2-й воздушной армии СССР (командующий - генерал авиации Степан Красовский).
12 июля 1943 года в ходе Курской битвы на поле около железнодорожной станции Прохоровка произошло самое крупное во время Великой Отечественной войны встречное Прохоровское танковое сражение, в котором участвовало с обеих сторон 1500 танков и самоходных артиллерийских установок.
6 января 1954 года Прохоровский район вошёл в состав вновь образованной Белгородской области.
1 апреля 1961 года к Прохоровскому району была присоединена часть территории упразднённого Беленихинского района[уточнить].
1 февраля 1963 года был образован Прохоровский сельский район.
20 сентября 1968 года центром района стал посёлок городского типа Прохоровка, образованный после объединения 20 июня 1968 года станции Прохоровка с посёлком Александровским.
С 1 января 2006 года в соответствии с Законом Белгородской области от 20.12.2004 № 159 муниципальное образование «Прохоровский район» наделено статусом муниципального района. На территории района образованы 18 муниципальных образований: 1 городское и 17 сельских поселений.

## Население
| 1959    | 1970    | 1979    | 1989    | 2002    | 2009    | 2010    | 2011    | 2012    |
| ------- | ------- | ------- | ------- | ------- | ------- | ------- | ------- | ------- |
| 28 186  | ↗46 209 | ↘35 136 | ↘29 505 | ↗31 847 | ↘28 490 | ↗30 094 | ↘29 905 | ↘29 349 |
| 2013    | 2014    | 2015    | 2016    | 2017    | 2018    | 2019    | 2020    | 2021    |
| ↘28 646 | ↘28 094 | ↘27 684 | ↘27 314 | →27 314 | ↘27 163 | ↘26 904 | ↗27 222 | ↘27 106 |

### Урбанизация
В городских условиях (Прохоровка) проживают 36,12 % населения района.

### Национальный состав
По итогам переписи населения 2020 года проживали следующие национальности (национальности менее 0,1 % и другое, см. в сноске к строке «Другие»):
| Национальность | Численность, чел. | Доля     |
| -------------- | ----------------- | -------- |
| Русские        | 24 766            | 91,38 %  |
| Азербайджанцы  | 477               | 1,76 %   |
| Украинцы       | 435               | 1,60 %   |
| Молдаване      | 201               | 0,74 %   |
| Турки          | 172               | 0,63 %   |
| Армяне         | 98                | 0,36 %   |
| Узбеки         | 57                | 0,21 %   |
| Гагаузы        | 57                | 0,21 %   |
| Татары         | 48                | 0,18 %   |
| Лезгины        | 41                | 0,15 %   |
| Другие         | 754               | 2,78 %   |
| Итого          | 27 106            | 100,00 % |

## Административное деление
В Прохоровском районе 135 населённых пунктов в составе 1 городского и 17 сельских поселений:
| №  | Городское и сельские поселения         | Административный центр | Количество населённых пунктов | Население | Площадь, км2 |
| -- | -------------------------------------- | ---------------------- | ----------------------------- | --------- | ------------ |
| 1  | Городское поселение посёлок Прохоровка | пгт Прохоровка         | 9                             | ↗10 364   | 76,35        |
| 2  | Беленихинское сельское поселение       | село Беленихино        | 8                             | ↘1806     | 88,84        |
| 3  | Береговское сельское поселение         | село Береговое-Первое  | 8                             | ↘1820     | 88,34        |
| 4  | Вязовское сельское поселение           | село Вязовое           | 2                             | ↘701      | 57,75        |
| 5  | Журавское сельское поселение           | село Журавка-Первая    | 9                             | ↘1155     | 74,19        |
| 6  | Коломыцевское сельское поселение       | село Коломыцево        | 11                            | ↗768      | 71,48        |
| 7  | Кривошеевское сельское поселение       | село Кривошеевка       | 8                             | ↗1356     | 83,68        |
| 8  | Лучковское сельское поселение          | село Лучки             | 3                             | ↗593      | 53,59        |
| 9  | Маломаяченское сельское поселение      | село Малые Маячки      | 2                             | ↗533      | 47,02        |
| 10 | Петровское сельское поселение          | село Петровка          | 4                             | ↘241      | 35,28        |
| 11 | Плотавское сельское поселение          | село Плота             | 6                             | ↘631      | 75,76        |
| 12 | Подолешенское сельское поселение       | село Подольхи          | 13                            | ↘1109     | 137,28       |
| 13 | Прелестненское сельское поселение      | село Прелестное        | 10                            | ↘1153     | 118,03       |
| 14 | Призначенское сельское поселение       | село Призначное        | 22                            | ↘1528     | 130,28       |
| 15 | Радьковское сельское поселение         | село Радьковка         | 3                             | ↗1198     | 56,45        |
| 16 | Ржавецкое сельское поселение           | село Ржавец            | 6                             | ↘643      | 60,04        |
| 17 | Холоднянское сельское поселение        | село Холодное          | 8                             | ↘1151     | 65,48        |
| 18 | Шаховское сельское поселение           | село Шахово            | 3                             | ↗356      | 58,83        |

| №   | Населённый пункт  | Тип                         | Население | Муниципальное образование              |
| --- | ----------------- | --------------------------- | --------- | -------------------------------------- |
| 1   | Авдеевка          | село                        | ↘98       | Ржавецкое сельское поселение           |
| 2   | Андреевка         | село                        | ↘50       | Прелестненское сельское поселение      |
| 3   | Андреевка         | село                        | ↗259      | Холоднянское сельское поселение        |
| 4   | Басенков          | хутор                       | ↘81       | Призначенское сельское поселение       |
| 5   | Беленихино        | село                        | ↘1183     | Беленихинское сельское поселение       |
| 6   | Береговое-Второе  | село                        | ↘43       | Береговское сельское поселение         |
| 7   | Береговое-Первое  | село                        | ↗318      | Береговское сельское поселение         |
| 8   | Березник          | хутор                       | ↘1        | Призначенское сельское поселение       |
| 9   | Бехтеевка         | хутор                       | ↘77       | Призначенское сельское поселение       |
| 10  | Боброво           | село                        | ↘96       | Призначенское сельское поселение       |
| 11  | Богдановка        | хутор                       | ↘51       | Кривошеевское сельское поселение       |
| 12  | Большое           | село                        | ↘343      | Подолешенское сельское поселение       |
| 13  | Борисов           | хутор                       | ↘67       | Призначенское сельское поселение       |
| 14  | Бугровка          | хутор                       | ↘882      | Береговское сельское поселение         |
| 15  | Васильев          | хутор                       | ↗30       | Подолешенское сельское поселение       |
| 16  | Васильевка        | село                        | ↘79       | Петровское сельское поселение          |
| 17  | Васильевка        | село                        | ↘11       | Прелестненское сельское поселение      |
| 18  | Верин             | хутор                       | ↘15       | Плотавское сельское поселение          |
| 19  | Верхняя Гусынка   | хутор                       | ↗154      | Журавское сельское поселение           |
| 20  | Верхняя Ольшанка  | хутор                       | ↘259      | Береговское сельское поселение         |
| 21  | Вершина           | хутор                       | ↘55       | Призначенское сельское поселение       |
| 22  | Весёлый           | хутор                       | ↘123      | Прелестненское сельское поселение      |
| 23  | Виноградовка      | хутор                       | ↘20       | Беленихинское сельское поселение       |
| 24  | Высокий           | хутор                       | ↘51       | Призначенское сельское поселение       |
| 25  | Высыпной          | хутор                       | ↘30       | Призначенское сельское поселение       |
| 26  | Вязовое           | село                        | ↘852      | Вязовское сельское поселение           |
| 27  | Гагарино          | село                        | ↘61       | Коломыцевское сельское поселение       |
| 28  | Гаюры             | хутор                       | ↘77       | Призначенское сельское поселение       |
| 29  | Глушки            | хутор                       | ↘22       | Коломыцевское сельское поселение       |
| 30  | Гнездиловка       | село                        | ↘77       | Подолешенское сельское поселение       |
| 31  | Горелинка         | хутор                       | ↗1        | Призначенское сельское поселение       |
| 32  | Гремучий          | хутор                       | ↘3        | Петровское сельское поселение          |
| 33  | Григорьевка       | хутор                       | ↗38       | Журавское сельское поселение           |
| 34  | Грушки-Вторые     | хутор                       | ↘133      | Городское поселение посёлок Прохоровка |
| 35  | Грушки-Первые     | хутор                       | ↗151      | Городское поселение посёлок Прохоровка |
| 36  | Грязное           | село                        | ↘179      | Маломаяченское сельское поселение      |
| 37  | Гусек-Погореловка | село                        | ↘70       | Призначенское сельское поселение       |
| 38  | Долгий            | хутор                       | ↘34       | Подолешенское сельское поселение       |
| 39  | Домановка         | село                        | ↘8        | Подолешенское сельское поселение       |
| 40  | Донец             | село                        | ↘281      | Коломыцевское сельское поселение       |
| 41  | Дубовый           | хутор                       | ↘19       | Призначенское сельское поселение       |
| 42  | Думное            | хутор                       | ↗20       | Журавское сельское поселение           |
| 43  | Жилин             | хутор                       | ↘13       | Холоднянское сельское поселение        |
| 44  | Жимолостное       | село                        | ↗50       | Плотавское сельское поселение          |
| 45  | Журавка-Вторая    | село                        | ↘133      | Журавское сельское поселение           |
| 46  | Журавка-Первая    | село                        | ↗608      | Журавское сельское поселение           |
| 47  | Зарницы           | хутор                       | ↘13       | Холоднянское сельское поселение        |
| 48  | Зелёный           | хутор                       | ↘0        | Призначенское сельское поселение       |
| 49  | Ивановка          | село                        | ↗144      | Беленихинское сельское поселение       |
| 50  | Казачье           | село                        | ↘127      | Ржавецкое сельское поселение           |
| 51  | Калинин           | хутор                       | ↘86       | Беленихинское сельское поселение       |
| 52  | Камышевка         | село                        | ↘45       | Призначенское сельское поселение       |
| 53  | Карташёвка        | село                        | ↘176      | Прелестненское сельское поселение      |
| 54  | Клиновый          | хутор                       | ↘67       | Подолешенское сельское поселение       |
| 55  | Кожанов           | хутор                       | ↘41       | Призначенское сельское поселение       |
| 56  | Коломыцево        | село                        | ↘333      | Коломыцевское сельское поселение       |
| 57  | Комсомольский     | посёлок                     | ↘53       | Береговское сельское поселение         |
| 58  | Кондровка         | село                        | ↘191      | Кривошеевское сельское поселение       |
| 59  | Кострома          | село                        | ↘25       | Прелестненское сельское поселение      |
| 60  | Косьминка         | село                        | ↘14       | Подолешенское сельское поселение       |
| 61  | Красное           | село                        | ↘111      | Призначенское сельское поселение       |
| 62  | Красное Знамя     | хутор                       | ↗56       | Ржавецкое сельское поселение           |
| 63  | Кривошеевка       | село                        | ↘542      | Кривошеевское сельское поселение       |
| 64  | Кривые Балки      | село                        | ↘160      | Кривошеевское сельское поселение       |
| 65  | Кугутки           | хутор                       | ↘2        | Коломыцевское сельское поселение       |
| 66  | Кудрин            | хутор                       | ↘15       | Призначенское сельское поселение       |
| 67  | Кураковка         | хутор                       | ↘6        | Ржавецкое сельское поселение           |
| 68  | Лески             | село                        | ↘164      | Беленихинское сельское поселение       |
| 69  | Липовка           | хутор                       | ↗35       | Городское поселение посёлок Прохоровка |
| 70  | Лисички           | хутор                       | ↘14       | Коломыцевское сельское поселение       |
| 71  | Лучки             | село                        | ↘506      | Лучковское сельское поселение          |
| 72  | Львов             | хутор                       | ↘8        | Плотавское сельское поселение          |
| 73  | Малояблоново      | село                        | ↗201      | Плотавское сельское поселение          |
| 74  | Малые Маячки      | село                        | ↘445      | Маломаяченское сельское поселение      |
| 75  | Масловка          | село                        | ↘371      | Кривошеевское сельское поселение       |
| 76  | Мироновка         | хутор                       | ↗141      | Радьковское сельское поселение         |
| 77  | Михайловка        | село                        | ↘20       | Прелестненское сельское поселение      |
| 78  | Мочаки            | хутор                       | ↗4        | Подолешенское сельское поселение       |
| 79  | Мочаки-Первые     | хутор                       | ↘24       | Холоднянское сельское поселение        |
| 80  | Нечаевка          | село                        | ↘38       | Лучковское сельское поселение          |
| 81  | Нива              | хутор                       | ↘10       | Призначенское сельское поселение       |
| 82  | Нижняя Гусынка    | хутор                       | ↘105      | Радьковское сельское поселение         |
| 83  | Новосёловка       | хутор                       | ↘35       | Коломыцевское сельское поселение       |
| 84  | Новосёловка       | село                        | ↘47       | Плотавское сельское поселение          |
| 85  | Озеровский        | хутор                       | #Н/Д      | Беленихинское сельское поселение       |
| 86  | Перелески         | хутор                       | ↗70       | Журавское сельское поселение           |
| 87  | Петровка          | село                        | ↘160      | Петровское сельское поселение          |
| 88  | Петровка          | село                        | ↘56       | Прелестненское сельское поселение      |
| 89  | Петровский        | хутор                       | ↘13       | Лучковское сельское поселение          |
| 90  | Плоский           | хутор                       | ↗5        | Подолешенское сельское поселение       |
| 91  | Плота             | село                        | ↗438      | Плотавское сельское поселение          |
| 92  | Плющины           | село                        | ↘108      | Холоднянское сельское поселение        |
| 93  | Подольхи          | село                        | ↗992      | Подолешенское сельское поселение       |
| 94  | Подъяруги         | село                        | ↘83       | Подолешенское сельское поселение       |
| 95  | Политотдельский   | посёлок                     | ↘340      | Береговское сельское поселение         |
| 96  | Правороть         | село                        | ↘181      | Городское поселение посёлок Прохоровка |
| 97  | Прелестное        | село                        | ↗892      | Прелестненское сельское поселение      |
| 98  | Пригорки          | хутор                       | ↗142      | Береговское сельское поселение         |
| 99  | Призначное        | село                        | ↗615      | Призначенское сельское поселение       |
| 100 | Прохоровка        | пгт, административный центр | ↗9790     | Городское поселение посёлок Прохоровка |
| 101 | Радьковка         | село                        | ↘1024     | Радьковское сельское поселение         |
| 102 | Раисовка          | село                        | ↘62       | Кривошеевское сельское поселение       |
| 103 | Редкодуб          | хутор                       | ↘22       | Ржавецкое сельское поселение           |
| 104 | Ржавец            | село                        | ↘481      | Ржавецкое сельское поселение           |
| 105 | Рындинка          | хутор                       | ↘4        | Шаховское сельское поселение           |
| 106 | Сагайдачное       | село                        | ↘279      | Призначенское сельское поселение       |
| 107 | Сеймица           | село                        | ↘210      | Журавское сельское поселение           |
| 108 | Сергиевка         | село                        | ↗61       | Петровское сельское поселение          |
| 109 | Сетное            | село                        | ↘97       | Коломыцевское сельское поселение       |
| 110 | Скоровка          | хутор                       | ↘44       | Журавское сельское поселение           |
| 111 | Соколовка         | хутор                       | ↘14       | Призначенское сельское поселение       |
| 112 | Средняя Ольшанка  | хутор                       | ↘190      | Береговское сельское поселение         |
| 113 | Сторожевое-Второе | хутор                       | ↗37       | Городское поселение посёлок Прохоровка |
| 114 | Сторожевое-Первое | хутор                       | ↘45       | Городское поселение посёлок Прохоровка |
| 115 | Студёный          | хутор                       | ↘11       | Холоднянское сельское поселение        |
| 116 | Суворово          | село                        | ↘89       | Прелестненское сельское поселение      |
| 117 | Таранов           | хутор                       | ↘15       | Коломыцевское сельское поселение       |
| 118 | Тетеревино        | село                        | ↘328      | Беленихинское сельское поселение       |
| 119 | Тихая Падина      | хутор                       | →16       | Городское поселение посёлок Прохоровка |
| 120 | Химичев           | хутор                       | ↘7        | Журавское сельское поселение           |
| 121 | Холодное          | село                        | ↗895      | Холоднянское сельское поселение        |
| 122 | Хороший           | хутор                       | ↘1        | Подолешенское сельское поселение       |
| 123 | Храпочевка        | село                        | ↗66       | Кривошеевское сельское поселение       |
| 124 | Царьков           | хутор                       | →6        | Холоднянское сельское поселение        |
| 125 | Цыгулёв           | хутор                       | ↗20       | Призначенское сельское поселение       |
| 126 | Цыгули            | хутор                       | ↗1        | Коломыцевское сельское поселение       |
| 127 | Черновка          | хутор                       | ↘46       | Подолешенское сельское поселение       |
| 128 | Шахово            | село                        | ↗317      | Шаховское сельское поселение           |
| 129 | Широкий           | хутор                       | ↘9        | Коломыцевское сельское поселение       |
| 130 | Широкий           | хутор                       | ↘66       | Кривошеевское сельское поселение       |
| 131 | Щелоково          | село                        | ↘57       | Шаховское сельское поселение           |
| 132 | Юдинка            | село                        | ↘1        | Прелестненское сельское поселение      |
| 133 | Ямки              | хутор                       | ↗21       | Городское поселение посёлок Прохоровка |
| 134 | Ясная Поляна      | хутор                       | ↘37       | Беленихинское сельское поселение       |
| 135 | Ясная Поляна      | хутор                       | ↘8        | Вязовское сельское поселение           |

## Местное самоуправление
Глава администрации района — Канищев Сергей Михайлович.

## Экономика
Имеются заводы: завод по производству молочных продуктов (пгт. Прохоровка), дрожжевой (с. Береговое), два асфальтовых (пгт. Прохоровка), элеватор (пгт. Прохоровка), молочно-товарный комплекс (с. Малые Маячки), строящиеся молочно-товарный комплекс, свинокомплекс (с. Холодное).

## Культура

Звонница в память о погибших на Прохоровском поле.

### Достопримечательности
Маршрут по Прохоровскому району «Славе — не меркнуть, традициям — жить!» в 2014 году вошёл в число лучших туристических поездок России в номинации «Лучший военно-исторический маршрут».

#### Памятники археологии
- Селище-1 — памятник археологии. Бронзовый век. Срубная и пеньковая культуры. Расположено у северо-западной окраины с. Щелоково. Памятник регионального значения.

#### Памятники архитектуры
- Гимназия — расположена в с. Радьковка. Построена в XIX веке. Выполнена из дерева, позже обложена кирпичом. Первоначально строилась как Радьковская церковно-приходская школа. В настоящее время в здании расположен спортивный зал Радьковской школы. Памятник регионального значения.
- Дом купца Алексеева И. Ф. — расположен в п. Прохоровка, ул. Советская д. 150. Был построен в конце XIX века в стиле русский модерн. Дом двухэтажный, стены кирпичные. До 1918 года дом принадлежал купцу Алексееву И. Ф. В настоящее время здесь размещается районный суд. Памятник местного значения.
- Храм Вознесения Господня — расположен в с. Радьковка. Построен в 1808 году. В 30-е годы XX века был закрыт. Богослужения возобновились в годы Великой Отечественной войны. В настоящее время является действующим храмом. Является памятником регионального значения.
- Дом помещика Питры Е.
- Храм Святых Апостолов Петра и Павла
- Храм Покрова Пресвятой Богородицы

#### Памятники
- Братская могила 1080 советских воинов, павших в боях с немецко-фашистскими захватчиками, в с. Беленихино
- Братская могила советских воинов в с. Карташёвка
- Братская могила советских воинов и памятник «Распятие» на х. Сторожевое
- Бюст Героя Советского Союза К. С. Морозова
- Бюст Героя Советского Союза П. И. Шпетного
- Командный пункт 5-й гвардейской танковой армии генерала П. А. Ротмистрова
- Бюст Героя Советского Союза П. К. Легезина
- Бюст сына полка Лени Джуса
- Братская могила 600 заживо сожжённых в 1943 году советских военнопленных, часовня с. Гусёк-Погореловка
- Колокол единения трех братских славянских народов
- Памятник «Воинам, павшим на Прохоровском поле»
- Памятник победы — «Звонница» на Прохоровском танковом поле
- Памятник первому председателю колхоза, активному селькору Я. И. Стригунову, убитому кулаками
- Блиндаж, окопы, ходы сообщения командного пункта 5-й гвардейской танковой армии
- Памятный знак в честь Прохоровского сражения
- Поле танкового сражения под Прохоровкой
- Братская могила советских воинов, с. Прелестное, ул. Центральная
- Братская могила советских воинов, Прохоровский район, п. Прохоровка

#### Памятники природы
- Ботанический заказник «Западный склон балки с фрагментами степной растительности»
- Памятник природы — родники, исток реки Северский Донец
- Родник в урочище Петровская Дача близ села Вязовое

#### Музеи
- Музей истории Прохоровского танкового сражения

## Образование
В Прохоровском районе существуют 32 образовательных учреждения, из них 31 общеобразовательное учреждение и ещё 1 носит название информационно-образовательного центра. Прохоровская гимназия известна далеко за пределами района.

## Известные уроженцы
- Орлов А. И. — бывший глава Смоленского облисполкома и народный депутат РФ.
- Паниткин Д. Ф. (1898—1955) — советский военачальник, генерал-майор артиллерии (1942). Командор норвежского ордена Святого Олафа. Родился в деревне Косьминка.
- Селюков А. И. (1899—1974) — советский военачальник, полковник. Родился в селе Лески.
- Стригунов Я. И. (1893—1933) — участник гражданской войны, один из первых селькоров.
- Страхов Т. Д. (1890—1960) — советский учёный. Родился в селе Лучки. Разработал оригинальный десорбционно-газовый метод дезинфикации и некоторые другие агротехнические и химические методы, позволяющие повысить иммунитет растений к болезням.

13 Героев Советского Союза: И. П. Авдеев, М. Ф. Волошенко, И. Ф. Гнездилов, П. М. Гостищев, В. А. Дмитриев, И. М. Касатонов, П. К. Легезин, К. А. Лиманский, В. М. Литвинов, А. Г. Лужецкий, К. С. Морозов, Н. П. Москвиченко, Г. Г. Чернов.
4 человека являются полными кавалерами ордена Славы: Н. И. Власов, А. Е. Доманов,
П. Ф. Плехов, И. М. Стрельников.